# パックマン事件
パックマン事件（パックマンじけん）は、ゲーム制作会社のナムコが、同社のビデオゲーム『パックマン』の無断コピー品を設置し営業していた日本の喫茶店チェーンに対し、ゲームの影像は「映画の著作物」であり、無断コピー品の営業使用は「上映権の侵害」にあたるとして損害賠償を求めた事件。
1984年（昭和59年）9月28日に原告ナムコ側の主張を全面的に認める判決が下され、日本で初めてゲームを「映画の著作物」と認めた裁判例となった。
なお判決原文では捨て仮名を使用していないため、ゲーム名は『パツクマン』と表記されている。

## 経緯
日本では1970年代後半に『ブロック崩し』ゲームや『スペースインベーダー』が登場して業務用ビデオゲーム機業界は黎明期を迎えたが、当時は人気ゲームを無断でコピーして販売し大きな利益を上げる業者も少なくなかった。実際『ブロック崩し』と呼ばれたゲームのほとんどが米アタリ社の『ブレイクアウト』のコピー品であり、アタリ製品の日本での独占販売権を持っていた中村製作所（後のナムコ）はコピー業者を相手に訴訟を起こすことをアタリ本社に訴えたが同意が得られず、泣き寝入りとなっていた。
大流行した『スペースインベーダー』も大量の無断コピー品が出回ったため、『スペースインベーダー』を販売していたゲームメーカーのタイトーは1979年8月に無断コピー品の製造販売業者に対して損害賠償を求める訴訟を起こした。このとき訴えられたコピー業者はほとんど反論せずに結審したため、東京地方裁判所（牧野利秋裁判長）は1982年（昭和57年）9月27日に「不正競争防止法の禁ずる不正競争行為」にあたるとして損害賠償を命じ仮執行を宣言したが、ゲームの著作権侵害については判断しなかった。タイトーはゲーム『スペース・インベーダー・パートII』の無断コピー業者も1979年11月に提訴し、東京地裁（牧野利秋裁判長）は1982年（昭和57年）12月6日、本件プログラムは「作成者独自の学術的思想の創造的表現」であり、著作権法で保護される著作物にあたるとして損害賠償を命じる判決を下した。これは、日本で初めてコンピュータープログラムを著作物と認める判決であった（『スペース・インベーダー・パートII』事件）。
一方ナムコでは、1980年に『パックマン』を発売しコピー防止のカスタムICを搭載するなど対策を講じたものの、同年夏には無断コピー品が出回る事態となっていた。ナムコが調査したところ、全国で喫茶店チェーンを展開する「S」グループが『パックマン』の無断コピー品を購入し顧客に使用させて営業しているとの情報が各地のナムコ社員からあがってきた。1981年にナムコ社内に新設された知的所有権課ではコピー品を製造した業者を突き止めようと調査したが、コピー業者は少なくとも数十社あってどこがコピー品を製造したかまでは特定できず、これまでの事例のように「コピー業者を不正競争防止法違反で訴える」という手段は取れそうになかった。こうした中、知財課長（当時）の松永一夫は「ビデオ・ゲームは、遊んでいて大変楽しい。楽しいというのは、感性に訴えるものがあるのだから、芸術的な著作物であり、著作権法で保護されるべきではないか」と考え、高齢だったナムコの顧問弁護士ではなく、同顧問弁護士事務所に所属していた20代半ばの新人でゲームにも明るかった若手弁護士の武田仁宏に相談し、これまでとは別の観点から法理論を組み立てた。ナムコは、コピー業者ではなくコピー品を使用した喫茶店チェーンに対し、ゲーム『パックマン』は「映画の著作物」であり無断複製品の営業使用は「上映権」の侵害にあたるとして1981年7月に東京地裁に訴えを起こした。

## 争点
喫茶店チェーンを経営する被告3社が使用した複製品は、ナムコ『パックマン』と「namco」の文字が表示されない点を除いて同一であり、被告3社は「他から購入した際、これが無断複製品であることを知らなかった」とした。
このため『パックマン』が「映画の著作物」に該当するか、つまり著作権法第2条3項で『この法律にいう「映画の著作物」には、映画の効果に類似する視覚的又は視聴覚的効果を生じさせる方法で表現され、かつ、物に固定されている著作物を含むものとする。』と規定されているところの、
1. 表現方法が「映画の効果に類似する視覚的又は視聴覚的効果を生じさせる方法」であるか
2. 物に「固定」されているか
3. 「著作物」性を有するか

が争点となった。この「映画の著作物の要件該当性」の点では原告被告双方主張を譲らず、1983年9月26日結審した。

## 判決
結審から約1年後の1984年（昭和59年）9月28日、東京地裁は原告ナムコ側の主張を全面的に認め、被告に損害賠償を命じる判決を下した。
判決では、表現方法の要件について、
との解釈を示し、『パックマン』が「その影像を動いているように見せるビデオゲームである」として、映画の著作物の表現方法上の要件を満たすことを認めた。
さらに存在形式について
と述べ、ビデオゲーム機の影像を「アトラクト影像」、「挿入影像」、およびプレイヤーが操作することで動く「プレイ影像」の3つに分類し、
と「固定」の要件を論じて「同一性を保ちながら存続し」「再現することが可能」であればその要件を満たし得るとした。

「著作物性」について、著作権法2条1項1号では著作物を「思想又は感情を創作的に表現したものであって、文芸、学術、美術又は音楽の範囲に属するもの」と定義しているが、この「創作性」について
との考えを示した。このように「創作性」を「著作者の個性の現われ」と述べた判決は、本件が初めてとされる。
このうえで、内容について『パックマン』のキャラクターの動きや音楽は、
と著作物性を認め、この結果「以上認定したとおり、「パツクマン」は映画の著作物に該当」するとの判断を示した。
被告側がコンピュータープログラムの著作物を持ち出して「一箇の著作物を法的に二重に保護することになる」と反論した点については、「観点が全く別個」と退け、3社がコピー品で得た利益の額、合計約540万円を損害賠償額とした。

## 影響
この事件は、日本で初めてビデオゲーム（TVゲーム）を「映画の著作物」と認めた裁判例であり、本件以降もナムコは「ディグダグ」事件や「ポールポジション」事件などで「映画の著作物」を根拠に訴えを起こし、無断コピー品の排除を進めた。一方で、「プログラムの著作物」については、『スペース・インベーダー・パートII』事件を経て1986年に改正著作権法が施行となり、例示される著作物のなかにコンピュータープログラムが加えられて法的根拠が確立した。なお同法改正に先立ち参議院文教委員会に参考人として招致された日本アミューズメントマシン工業協会（JAMMA）会長中村雅哉（ナムコ社長）は「JAMMAを中心にメーカーが法的手続きを進めた結果、プログラム著作権および映画の著作権に基づく勝訴判決を得るところまできた」と述べ、それまで無断コピー品からの保護が各メーカーや業界団体の長年の苦労によるものであったことを指摘している。
本件以降、TVゲームは「映画の著作物」（上映権・頒布権の侵害）を主な根拠として、「プログラムの著作権」を二次的な根拠として無断コピー品からの保護がなされる様になり、TVゲームの知的所有権が確立し無断コピー品は減少に向かい、その影響は家庭用ゲームソフトにまで及んだ。
当時ナムコの国内販売担当であった猿川昭義は「1984年の『パックマン』事件での判決が、今の業界の基本になって成長を支えてきた」「当時コピー品をそのまま許してしまっていたら、ゲーム業界は今のように発展しなかったんじゃないかと思いますし、あそこで競争が生まれたからこそ、現在までの技術の発展につながった部分がある」と述べている。
なおゲームが映画の著作物として認められた一方で上映権や頒布権については解釈に混乱も生まれ、家庭用ゲームソフトの中古品販売を巡る問題も起きた（中古ゲームソフト事件）。
また、実際のプレイ画面がほぼ静止画であるなど、ゲーム内容によってはゲームを映画の著作物とは認められないとした判決もある（三國志III事件）。
『パックマン』を巡っては、1992年9月に当時インターネット上にアップロードされていた『パックマン』の無断複製ソフトを付録につけた書籍が出版され、ナムコが出版社に対し著作権侵害を訴えるという事件（パックマンフリーソフト事件）も発生しており、1994年（平成6年）1月31日に出版社側に損害賠償を命ずる判決が下っている。
その後、1999年（平成11年）の著作権法改正によって上映権の範囲が拡大され、映画に限らずあらゆる種類の著作物に上映権が認められるようになったため、条文解釈の参考としての本件の意味は薄れたが、コンピュータソフトウェア著作権協会（ACCS）専務理事の久保田裕は「ゲームが工業製品ではなく、文化的にクリエイティブだ、アートだと認められた、意義深い判決」と本件を評価した。